# Histoire du Colorado

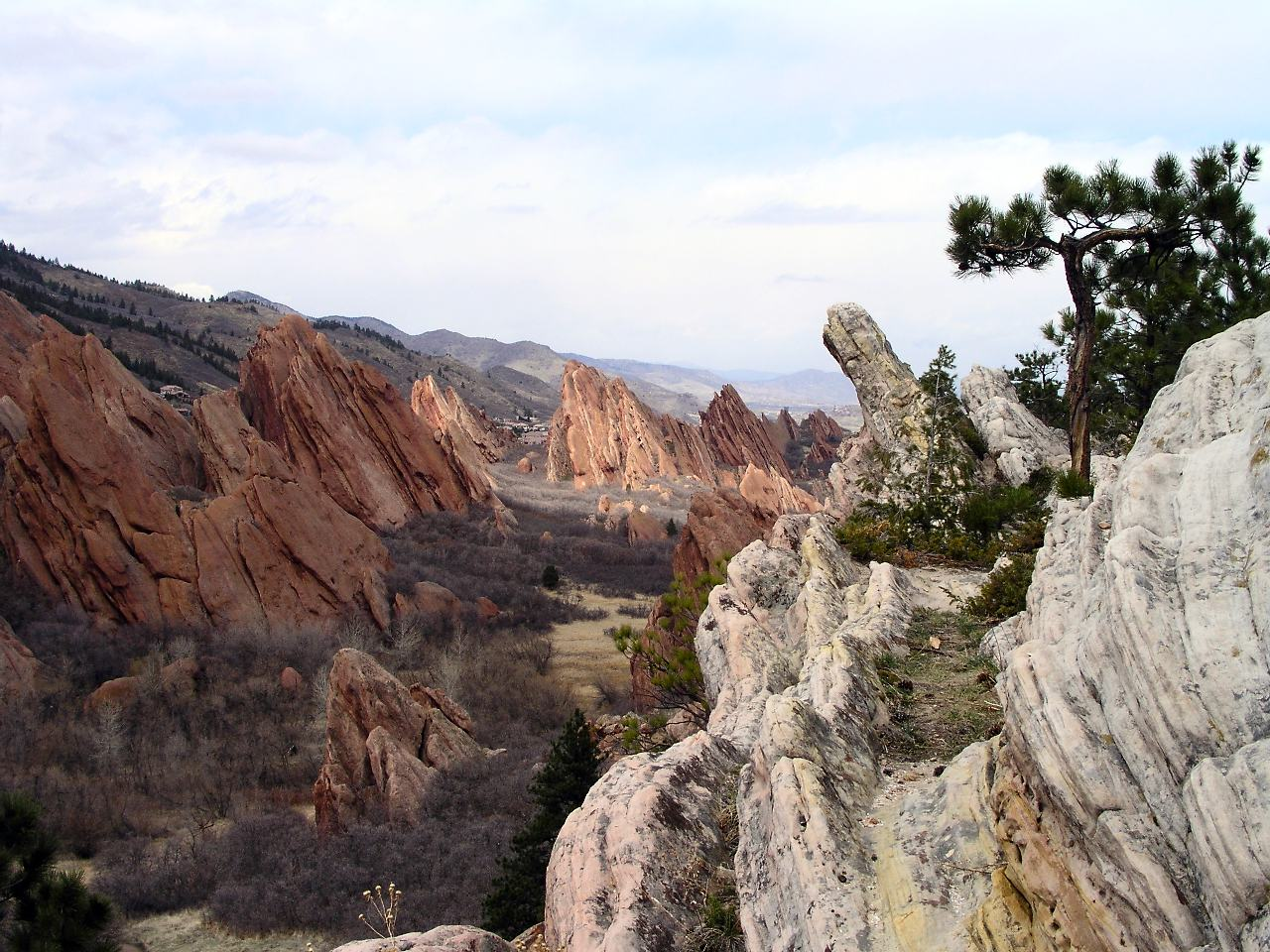
Parc d'État de Roxborough.

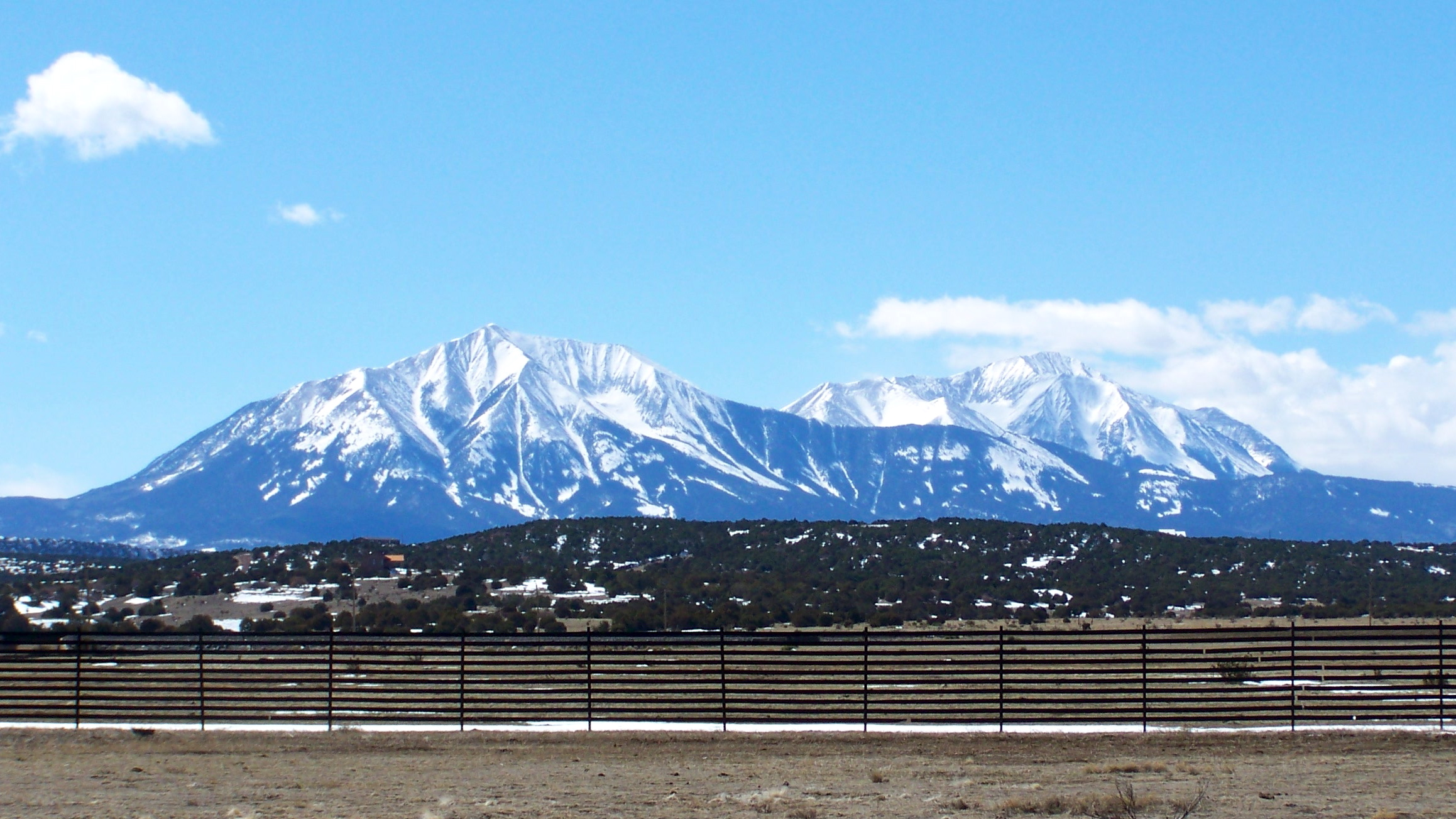
Pic Spanish oriental, monts Sangre de Cristo.

L'histoire humaine du Colorado remonte à plus de 13 000 ans. La région de l'actuel État du Colorado fut d'abord peuplée de tribus amérindiennes. Le site de Lindenmeier dans le comté de Larimer est un site archéologique Folsom avec des artéfacts datant d'environ 8710 avant notre ère.
Quand les explorateurs espagnols, les premiers chasseurs et trappeurs et mineurs d'or arborèrent et s'installèrent dans le Colorado, l'État était peuplé de tribus amérindiennes. La poussée vers l'ouest connut l'arrivée des premiers colons européens et l'histoire écrite du Colorado naquit avec des guerres et pactes avec le Mexique et les nations natives amérindiennes, afin de rasséréner la migration transcontinentale[pas clair]. Au début de la ruée vers l'or du Colorado, ce dernier était à cheval sur 3 territoires : le Kansas, l'Utah et le Nebraska. Le 1er août 1876, le Colorado fut admis comme État, maintenant ses frontières territoriales.

## Peuples historiques amérindiens

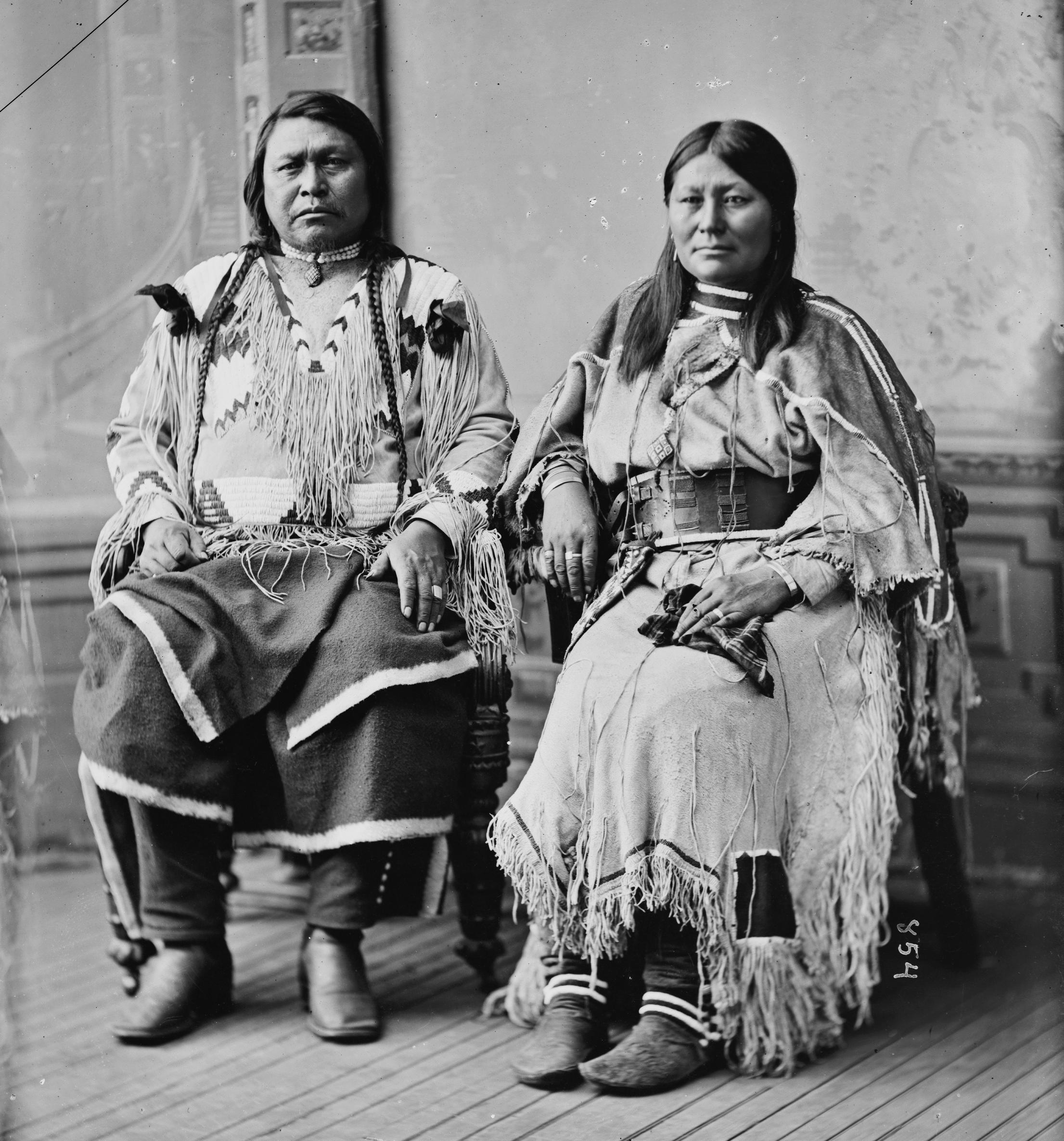
Le chef Ouray et sa femme Chipeta.

- Pueblos — Un groupe de tribus qui vécut dans les vallées et les mesas du plateau du Colorado.
- Apaches — Une tribu athapascane des Grandes Plaines du XVIIIe siècle, qui migra par la suite vers le sud, au Texas, au Nouveau-Mexique et en Arizona, désertant les plaines qui furent ensuite peuplées par les Arapahos et les Cheyennes venus de l'est.
- Arapahos — Une tribu algonquine qui migra ensuite vers l'ouest, jusqu'au pied des montagnes Rocheuses à la fin du XIXe siècle et s'installa dans le Piémont du Colorado et les plaines de l'est. Ils furent entièrement évincés du Colorado en 1865, à la suite de la guerre du même nom.
- Cheyennes — Une tribu algonquine cousine des Arapahos. Comme ces derniers, ils migrèrent vers l'ouest au XVIIIe siècle jusqu'au pied des Rocheuses. Ils vivaient souvent en bandes mêlés aux Arapahos et qui furent également évincés du Colorado dans les années 1860.
- Comanches — Une tribu numique qui habitait les Hautes Plaines du sud-est du Colorado. Cousins des Shoshones, ils acquirent le cheval des espagnols et rôdèrent au sud des Grandes Plaines. Ils furent démis en Territoire indien.
- Shoshones — Une tribu numique qui habitait les vallées intra-montagneuses le long du flanc nord de l'État, notamment dans la Yampa, jusqu'à la fin du XIXe siècle, incluant : North Park et Browns Park.
- Utes — Une tribu numique qui habitait le sud et l'ouest des montagnes rocheuses pendant longtemps. Le chef Ouray et sa femme Chipeta furent à leur tête. Ils entrèrent souvent en conflit avec les Arapahos et les Cheyennes et résistèrent à leurs agressions dans la montagne. Jusqu'aux années 1880, les Utes contrôlèrent presque tout le Colorado à l'ouest de la ligne continentale de partage des eaux, ce qui cessa après le boum en argent du Colorado de 1879. Après un conflit avec les colons blancs dans les années 1880 lors du massacre de Meeker, ils furent entièrement repoussés de l'État jusqu'en Utah à l'exception de deux petites réserves du sud-ouest du Colorado.

## Arrivée des Européens

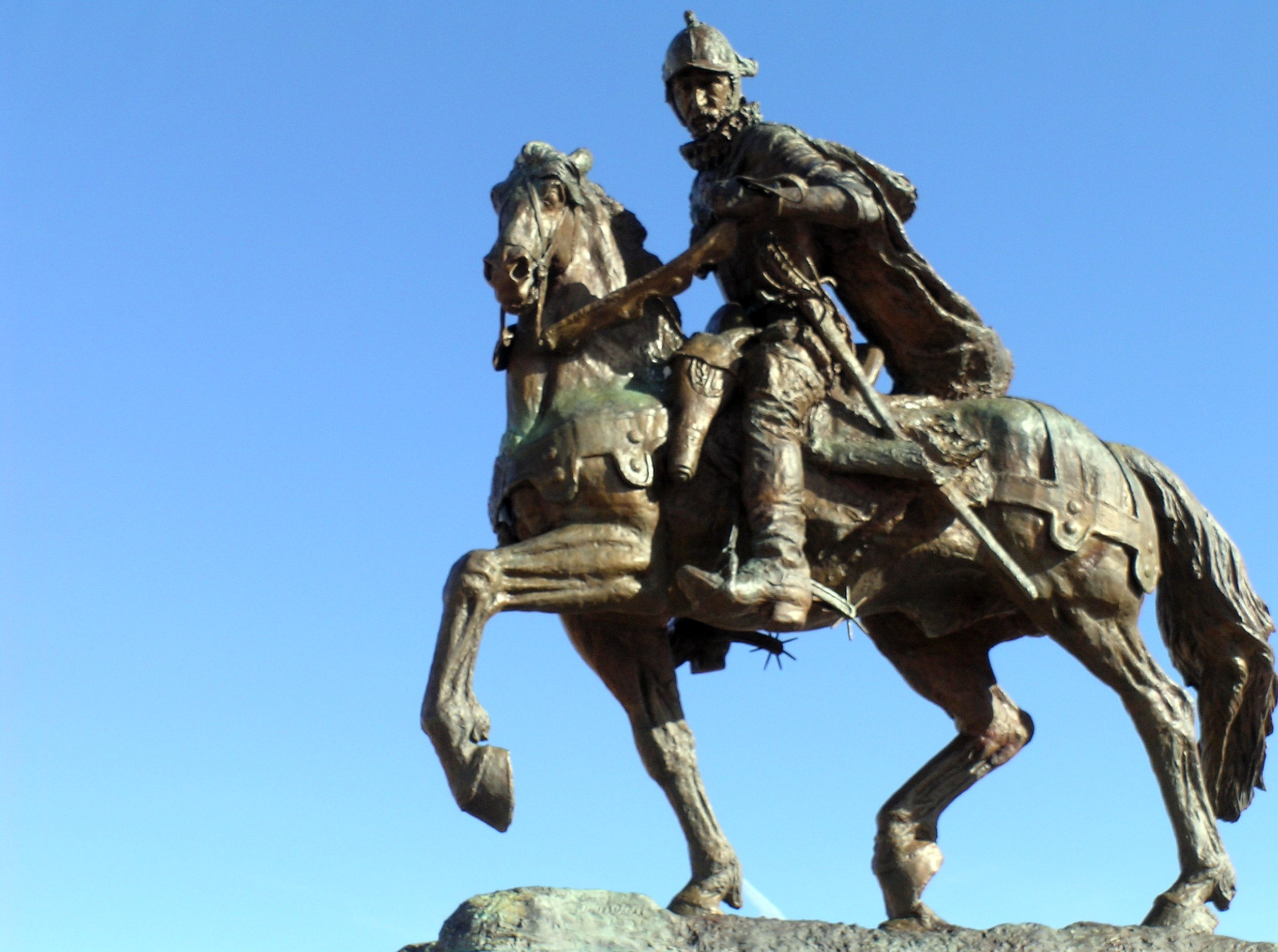
Juan de Oñate, premier gouverneur de la Nouvelle-Espagne.

Les premiers Européens à arpenter la région furent les conquistadors espagnols. Juan de Oñate, mort en 1626, fonda ce qui devint par la suite la province espagnole de Santa Fe de Nuevo México, parmi les pueblos du Rio Grande, le 11 juillet 1598. En 1706, Juan de Ulibarri revendiqua le territoire du Colorado. En 1787, Juan Bautista de Anza fonda la colonie de San Carlos, près de l'actuel Pueblo, mais cette tentative échoua. Ce fut la seule tentative espagnole de fonder une colonie au nord de la rivière Arkansas. Bien que les Espagnols n'aient pas fondé de colonies permanentes dans le Colorado, ils ont commercé avec les tribus autochtones.
En 1803, avec l'achat de la Louisiane à la France, les États-Unis commencèrent à revendiquer le flanc est des montagnes Rocheuses. Cette revendication entra néanmoins en conflit avec la souveraineté espagnole. L'expédition militaire Pike fut entreprise dans cette région disputée en 1806. Pike et ses hommes furent arrêtés par la cavalerie espagnole dans la vallée de San Luis, emmenés à Chihuahua avant d'être exclus du Mexique.
Le 16 septembre 1810, Miguel Hidalgo y Costilla déclare l'indépendance du Mexique de l'Espagne. En 1819, les États-Unis cèdent leur revendication des terres sud et ouest de la rivière Arkansas à l'Espagne par le traité d'Adams-Onís, acquérant en même temps la Floride. Le Mexique devint enfin indépendant par le traité de Córdoba le 24 août 1821 et consent aux revendications territoriales espagnoles. Bien que des marchands mexicains s'aventurèrent vers le nord, la population demeura au sud du 37e parallèle nord jusqu'à ce que les États-Unis aient signé un accord de paix avec la nation Ute en 1850.

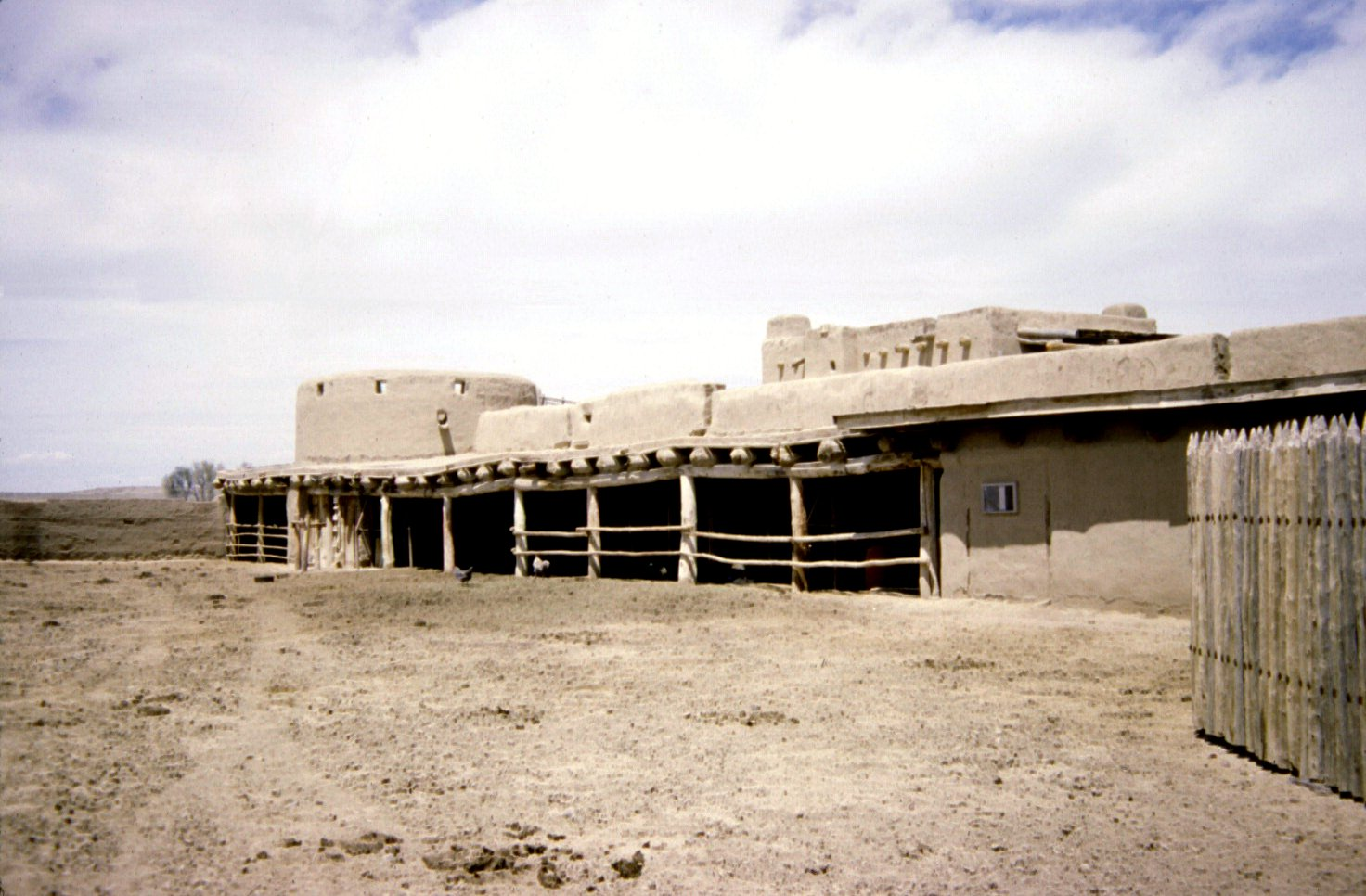
Des postes de commerce comme le Bent's Old Fort ont servi pour la traite des fourrures au début du XIXe siècle.

De 1832 à 1856, des marchands, trappeurs et colons établirent des postes de la traite des fourrures et de petites implantations le long de l'Arkansas et de la South Platte près du Front Range. Parmi ceux-ci Bent's Fort et Fort Pueblo sur l'Arkansas et Fort Saint-Vrain sur la South Platte. Les peaux de bison étaient le principal produit de commerce proposé par les Indiens.
En 1846, les États-Unis entrent en guerre avec le Mexique, qui est contraint de renoncer à ses terres au nord par le traité de Guadalupe Hidalgo en 1848. Cela permit l'installation américaine dans les montagnes rocheuses méridionales, qui comprennent le sud du Colorado actuel. Le terrain nouvellement acquis fut divisé entre le territoire du Nouveau-Mexique, le territoire de l'Utah (tous deux en 1850), le territoire du Kansas et le territoire du Nebraska (en 1854). La plupart des arrivants évitèrent les montagnes accidentées des Rocheuses et prirent la route du comté d'Oregon, de l'État du Deseret ou de la Californie, suivant souvent la North Platte et la Sweetwater jusqu'au South Pass, dans le Wyoming actuel.
Le 9 avril 1851, des colons hispaniques venus de Taos fondèrent le village de San Luis alors dans le territoire du Nouveau-Mexique, qui constitue aujourd'hui la plus vieille installation permanente européenne au Colorado.

## Ruée vers l'or de Pikes Peak

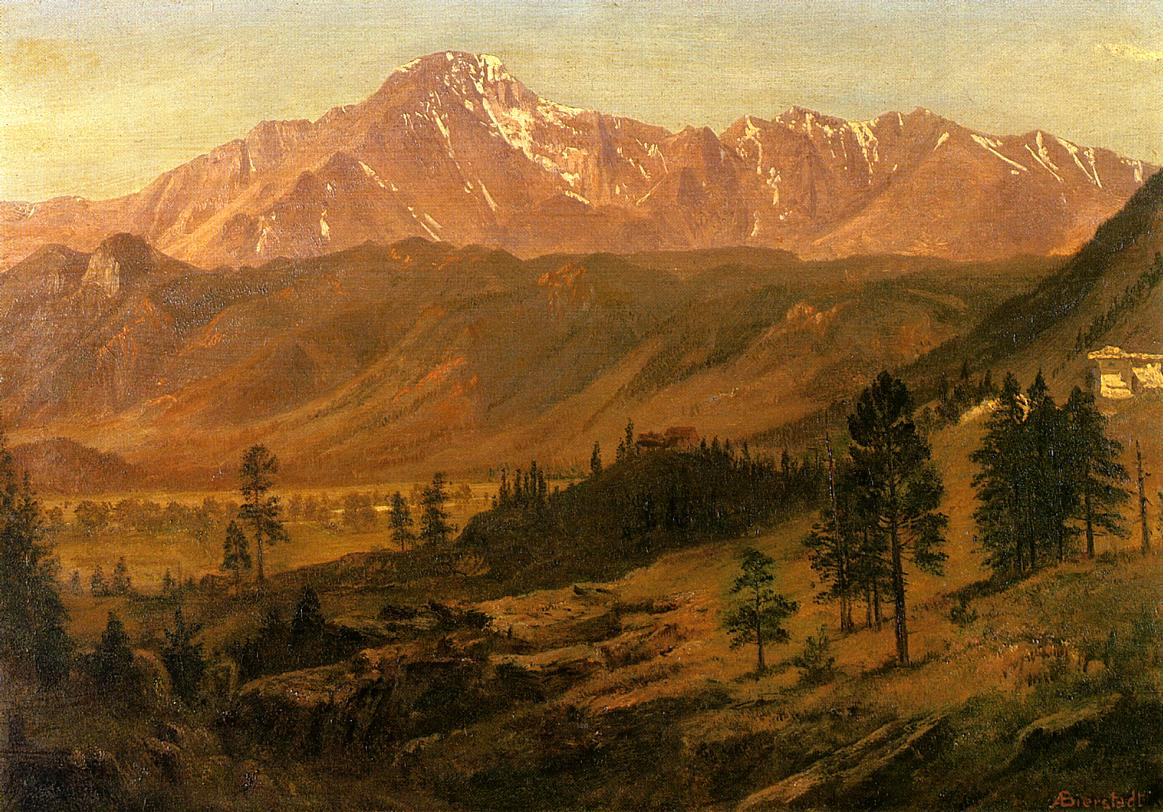
Pikes Peak, Albert Bierstadt.

Le 22 juin 1850, un convoi de chariots à destination de la Californie traversa la South Platte juste au nord du confluent avec le Clear Creek et suivit l'affluent vers l'ouest pendant six miles (9 km). Lewis Ralston introduisit sa poêle à or dans un courant du Clear Creek et en ressortit presque 5 $ en or (environ un quart d'une once troy). John Lowery Brown, qui gardait un journal de voyage de la Georgie à la Californie écrivit ce jour-même : « Lay bye. Gold found. » (« Aire. Ici or trouvé. »). Dans une note au-dessus de l'entrée il écrivit : « We called this Ralston's Creek because a man of that name found gold here. » (« Ce ruisseau porte le nom de Ralston, qui a trouvé de l'or ici. »). Ralston continua vers la Californie mais retourna à 'Ralston's Creek' avec l'expédition Green Russell huit ans plus tard. Les membres de cette expédition fondèrent Auraria (qui plus tard fut intégrée à la ville de Denver) en 1858 et déclenchèrent la ruée vers l'or dans les Rocheuses. La confluence du Clear Creek et du Ralston Creek qui marque la première découverte d'or dans le Colorado se trouve aujourd'hui à Arvada.
En 1858, sept expéditions de chercheurs d'or qui allaient rejoindre la Californie récupérèrent de petites quantités d'or dans plusieurs cours d'eau de la South Platte au pied des Rocheuses dans le territoire du Kansas (nord-est du Colorado actuel). Les pépites d'or ne parvinrent pas à impressionner les chercheurs d'or, mais des rumeurs d'or dans les Rocheuses persistèrent et plusieurs petites équipées explorèrent la région. L'été 1857, un groupe de chercheurs d'or espagnols du territoire du Nouveau-Mexique exploitent un placer le long de la South Platte River environ 8 km au nord du Cherry Creek (dans l'Overland Park un quartier actuel de Denver).
L'année suivante, William Greeneberry "Green" Russell mena un groupe de chercheurs d'or Cherokees de la Géorgie le long de la South Platte. La première semaine de juillet 1857, Green Russell et Sam Bates trouvèrent un petit placer près de l'embouchure du Little Dry Creek (aujourd'hui à Englewood, dans le Colorado) qui livra environ 20 onces troy (622 grammes) d'or. la première découverte d'or significative de la région des Rocheuses.
Les nouvelles de la découverte se répandirent vite et précipitèrent la ruée vers l'or de Pikes Peak. Un nombre estimé de 100 000 chercheurs d'or accoururent vers la région dans les trois ans qui suivirent. Les dépôts de placers le long de la région s'épuisèrent rapidement, mais les mineurs découvrirent bientôt des filons de plus grande valeur, d'or, d'argent et d'autres minéraux dans les montagnes environnantes. Cette ruée vers l'or attira énormément et engendra un boom démographique.

## Fondation du journalRocky Mountain News

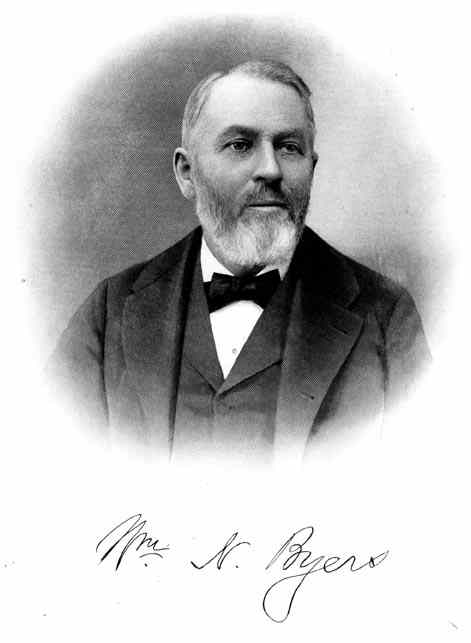
William Newton Byers, fondateur du journal Rocky Mountain News.

La ruée vers l'or de Pikes Peak est précédée par la fondation par William Newton Byers du journal Rocky Mountain News à Denver, qui n'est même pas encore un village. À la recherche d'or, il a transporté les presses d'imprimerie de la défunte Bellevue Gazette par un charriot à bœuf, et fut l'auteur d'un « Manuel pour les champs aurifères », publié la même année avec JH Kellom.
Le 19 mai 1859, John Gregory est interviewé par le Rocky Mountain News sur la première découverte importante d'or. En 24 heures, la population du site passe de 17 à 150 personnes. Le journal ne manque pas de faits divers : rien qu'en 1861, la police comptabilise 217 combats à mains nues, 97 au révolver, et 11 au couteau. Il dénonce ensuite la corruption organisée par Soapy Smith, escroc propriétaire du « Trivoli Club » et d'un « marché boursier des choses sûres » lui permettant de plumer les épargnants, qui blesse le rédacteur en chef John Arkins à coups de cane.

## Territoire de Jefferson
Le gouvernement provisoire du territoire de Jefferson fut créé le 24 octobre 1859, mais le nouveau territoire ne put obtenir de tutelle fédérale. Il administra librement la région malgré son absence de statut officiel jusqu'à la création du territoire du Colorado en 1861.

## Territoire du Colorado

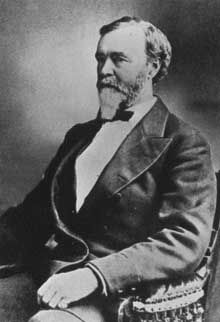
William Gilpin, premier gouverneur du territoire du Colorado.

Le territoire organisé des États-Unis du Colorado vit le jour de 1861 à 1876. Ses frontières étaient celles de l'État actuel. Il disparut quand le Colorado fut admis dans l'union en tant qu'État, le 1er août 1876. Le territoire naquit à la suite de la ruée vers l'or de Pikes Peak qui avait attiré la première grande vague de colons dans la région. La loi organique créant le territoire fut adoptée par le Congrès et signée par le président James Buchanan le 28 février 1861, au moment des sécessions des États du sud ayant participé à la guerre de Sécession. L'organisation du territoire aida à maintenir l'emprise de l'Union sur une zone des montagnes Rocheuses riche en minéraux. La volonté de devenir un État se faisait sentir, mais ces ambitions territoriales furent contrecarrées à la fin de 1865 par un veto du président Andrew Johnson. La reconnaissance en tant qu'État fut une issue récurrente durant le mandat d'Ulysses Grant, dès lors que ce dernier revendiquait l'autonomie face à un Congrès réticent durant la période de la reconstruction.

## Guerre du Colorado
La guerre du Colorado (1863–1865) est un conflit armé entre les États-Unis et une alliance ouverte entre les Kiowas, Comanches, Arapahos et les tribus Cheyennes (les deux dernières étant des alliées proches). La guerre se concentra sur les plaines de l'est du territoire et eut pour conséquence le déplacement de ces quatre tribus du Colorado actuel à l'Oklahoma actuel. Un des évènements particulièrement notoires de la guerre est le massacre de Sand Creek en novembre 1864. Des volontaires du Colorado dirigés par le colonel John Chivington attaquèrent de nuit le campement, tuant et blessant 450 hommes, femmes et enfants. Nombre de femmes furent également violées et les cadavres des hommes mutilés.
Cette bataille fut tout d'abord vantée par la presse américaine comme une grande victoire, mais elle devint rapidement symbole de brutalité et de massacre. Les audiences au sein du Congrès concernant les exactions de John Chivington, le commandant de l'armée américaine, firent basculer les mentalités envers les guerres indiennes à la fin de la guerre de Sécession. En 1868, l'armée américaine, dirigée par le général Custer, renouvela le conflit envers les Arapahos et les Cheyennes à la bataille de la Washita.

## Le Colorado devient un État
Le Congrès vota une loi d'habilitation le 3 mars 1875, spécifiant les conditions pour que le territoire du Colorado devienne un État. Le 1er août 1876 (28 jours après le centenaire des États-Unis), le président Ulysses Grant signa une proclamation admettant l'État du Colorado à l'Union en tant que 38e État et acquérant le surnom d'État centenaire. Les frontières du nouvel État correspondent à celles du territoire du Colorado. Les femmes y obtiennent le droit de vote en 1893. Le Colorado fut le premier État de l'Union à accorder ce droit aux femmes par élection populaire (le Wyoming approuva le suffrage féminin en 1869 par un vote de la législature territoriale).

## Le boom de l'argent-métal

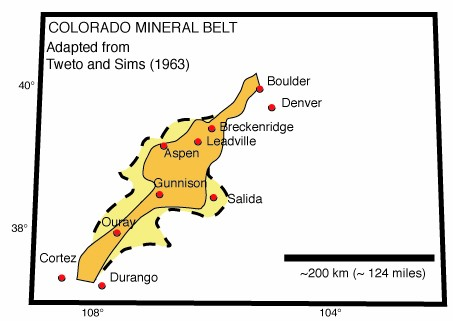
Ceinture des minéraux du Colorado.

Les participants à la ruée vers l'or de Pikes Peak de 1858 à 1861 furent appelés les Fifty-Niners et beaucoup des nouveaux arrivants s'installèrent dans la région de Denver. De l'or fut découvert abondamment dans la région de Central City. En 1879, de l'argent fut découvert à Leadville ce qui provoqua le boum en argent du Colorado, près de Denver. La région connait alors une période d'essor d'exploitation minière d'argent, vingt ans après la ruée vers l'or de Pikes Peak de 1859. Ce boom fut la conséquence de commandes à grande échelle du gouvernement américain autorisées par le Congrès en 1878. Le boom perdura pendant les années 1880, entrainant une forte augmentation de richesse et de population au Colorado, surtout dans la montagne. Leadville avait alors une petite minorité de Juifs provenant d'Allemagne et d'Europe de l'Est. Le boom s'acheva en 1893 au moment de la chute du prix de l'argent causé par le Sherman Silver Purchase Act. Plus de 82 millions de dollars en argent furent extraits.
Les premières initiatives minières sont des entreprises coopératives. Néanmoins, quand les gisements de surface facilement accessibles se réduisirent, les mineurs se tournèrent vers l'exploitation souterraine. De telles opérations requirent un plus grand budget et le concept économique des droits minéraux qui établit que les minéraux appartiennent au propriétaire du terrain déboucha sur des conflits réguliers entre propriétaires et travailleurs qui offraient de plus en plus leur main-d'œuvre.
Lorsque les mines devinrent plus profondes elles devinrent plus dangereuses et le travail plus dur, créant les conditions de conflit entre les mineurs et les propriétaires. En 1880 le gouverneur Pitkin, un républicain, proclama la loi martiale pour mettre fin à une grève des mineurs de Leadville. Dans les années 1890, de nombreux mineurs du Colorado forment des syndicats pour se protéger. En réponse, les opérateurs des mines formèrent souvent des associations de propriétaires, installant les conditions pour des  conflits, comme la grève de Cripple Creek en 1894 et les Colorado Labor Wars de 1903-04.

## L'exploitation minière du charbon
L'exploitation minière du charbon dans le Colorado débuta peu après l'arrivée des premiers colons. Bien que la découverte du charbon n'ait pas déclenché de période de développement comme l'avaient fait les métaux précieux, les premières industries furent également à l'origine de conflits entre mineurs et propriétaires, souvent à propos des salaires, du temps de travail, des conditions de travail, mais aussi de justice et de l'emprise des firmes sur leurs vies personnelles. Les premières extractions de charbon dans le Colorado étaient extrêmement dangereuses et l'État connu l'un des plus hauts taux de mortalité des États-Unis. De 1884 à 1914, on compta plus de 1 700 morts. Les mineurs n'appréciaient pas non plus le fait d'avoir à payer pour des travaux de sécurité comme le boisement des tunnels. Ils étaient parfois payé en obligation, qui n'avaient de valeur que dans les magasins des compagnies, qui fixaient le prix des denrées.
En 1913, une grève de plusieurs milliers de mineurs organisé par l'United Mine Workers of America déboucha sur le massacre de Ludlow le 20 avril 1914. Une autre grève en 1927 provoqua le massacre minier de Columbine. En 1933, la législation fédérale autorisa pour la première fois les mineurs de charbon du Colorado à rejoindre des syndicats sans peur de représailles.
Comme toute extraction de ressources, l'exploitation minière est ou une voie de réussite ou de faillite. Ainsi, d'année en année beaucoup de petites villes naquirent, puis furent abandonnées quand le minerai disparu, que le marché s'effondra, où qu'une autre ressource devint disponible. Il y eut à un temps plus de cent mines de charbon dans la région au nord de Denver et à l'est de Boulder. Les mines commencèrent à fermer à l'arrivée des conduites de gaz naturel. Aujourd'hui, le charbon et les métaux précieux sont toujours extraits dans le Colorado, mais l'industrie minière a considérablement changé ces dernières décennies.
Des annonces de la relance de l'extraction du molybdène en 2007 ont reçu des réponses ambivalentes avec Leadville approuvant l'ouverture d'une mine à Climax,, réprouvé à Crested Butte au sujet de plans proposés à Mount Emmons. L'opinion à Rico, site du Silver Creek stockwork Molybdenum deposit est partagée. Le terrain prévu pour développement est en train d'être achetée par une compagnie minière.
Aujourd'hui, beaucoup de petites villes minières sont éparpillées à travers le Colorado, tel que Leadville, Georgetown, Cripple Creek, Victor et Central City. Bien que beaucoup des mines soient abandonnées, il n'en demeure pas moins des puits, des appentis et des terrils. Beaucoup de ces villes minières se sont tournées vers les jeux d'argent pour attirer les visiteurs, notamment Blackhawk et Cripple Creek. Le XIXe siècle s'est fini dans la violence dans certains endroits, surtout à Creede où des tireurs comme Robert Ford (l'assassin de Jesse James) et des escrocs comme soapy smith Soapy Smith régnèrent.

## «Le Sanatorium mondial»

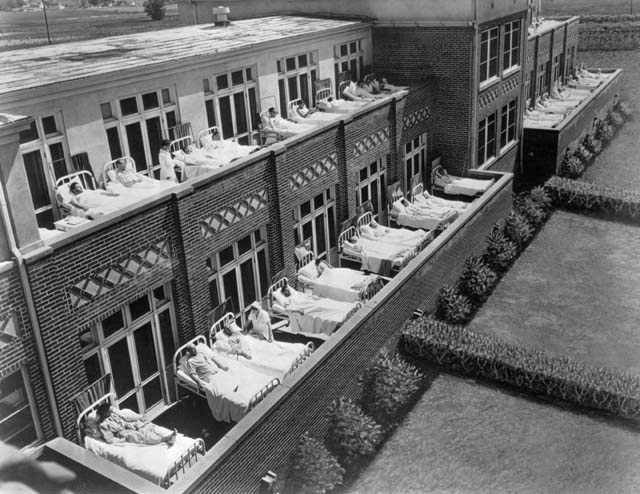
Des malades de la tuberculose dans un sanatorium.

À partir des années 1860, quand la tuberculose était une maladie fatale majeure, les médecins de l'Est des États-Unis préconisèrent que leurs patients se rendent dans des zones à climat sec et ensoleillé pour leurs poumons. Il en résulta que le nombre de malades au Colorado augmenta à un rythme alarmant, sans services ou équipements pour répondre à leurs besoins. Ne sachant pas gérer une population de malades sans-domiciles, beaucoup furent emprisonnés. À cause du nombre de personnes atteintes de tuberculose et leurs familles qui se rendirent à Denver pour leur santé, le Colorado fut surnommé dès les années 1880 "the World's Sanitarium", « le sanatorium mondial ». Cynthia Stout, une historienne affirme qu'en 1900 « un tiers de la population du Colorado consistait en des résidents tuberculeux,. »

## La chasse au bison

Cette carte montre la disparition progressive du bison et sa situation en 1889 selon les recherches du naturaliste américain William Hornaday.

La population de bison américains est estimée à 60-100 millions au cours du deuxième quart du XIXe siècle, lorsque l'Ouest du continent est un territoire indien. Pour valoriser cette ressource, les Amérindiens avaient une technique de dépeçage, identifiée sur le site archéologique d'Olsen-Chubbock dans le Colorado, qui permettait de sécher la viande dure pour en faire du pemmican.
Mais ensuite, les peaux de bison ont été utilisées en Europe pour fabriquer des courroies de machines industrielles, des vêtements, et des tapis, et massivement transportées à destination de l'Europe. Pendant une décennie, à partir de 1873, il y avait plusieurs centaines, peut-être plus d'un millier, de ces équipes de « moissonneurs » de peaux. À la gare de Dodge City, à l'est du Colorado, des wagons entiers étaient remplis de peaux et envoyés vers l'est. Le déclin de la population de bison s'accélère jusqu'en 1889. Il n’existait plus en tout en Amérique du Nord que 750 bisons en 1890, du fait du braconnage. Une belle peau pouvait rapporter 3 $ à Dodge City, à une époque où un ouvrier gagnait au mieux un dollar par jour. Buffalo Bill fournissait en viande de bison (buffalo en anglais) les employés des chemins de fer Kansas Pacific Railway. Il gagna un duel contre Bill Comstock en tuant 69 bisons contre 48 en une journée. De 1882 à 1912, il organise et dirige un spectacle populaire : le Buffalo Bill’s Wild West.
Pour repeupler, des animaux ont été transplantés d'autres réserves d’animaux sauvages. Un siècle plus tard, le bison est à nouveau chassé, pour sa régulation démographique.

## XXesiècle

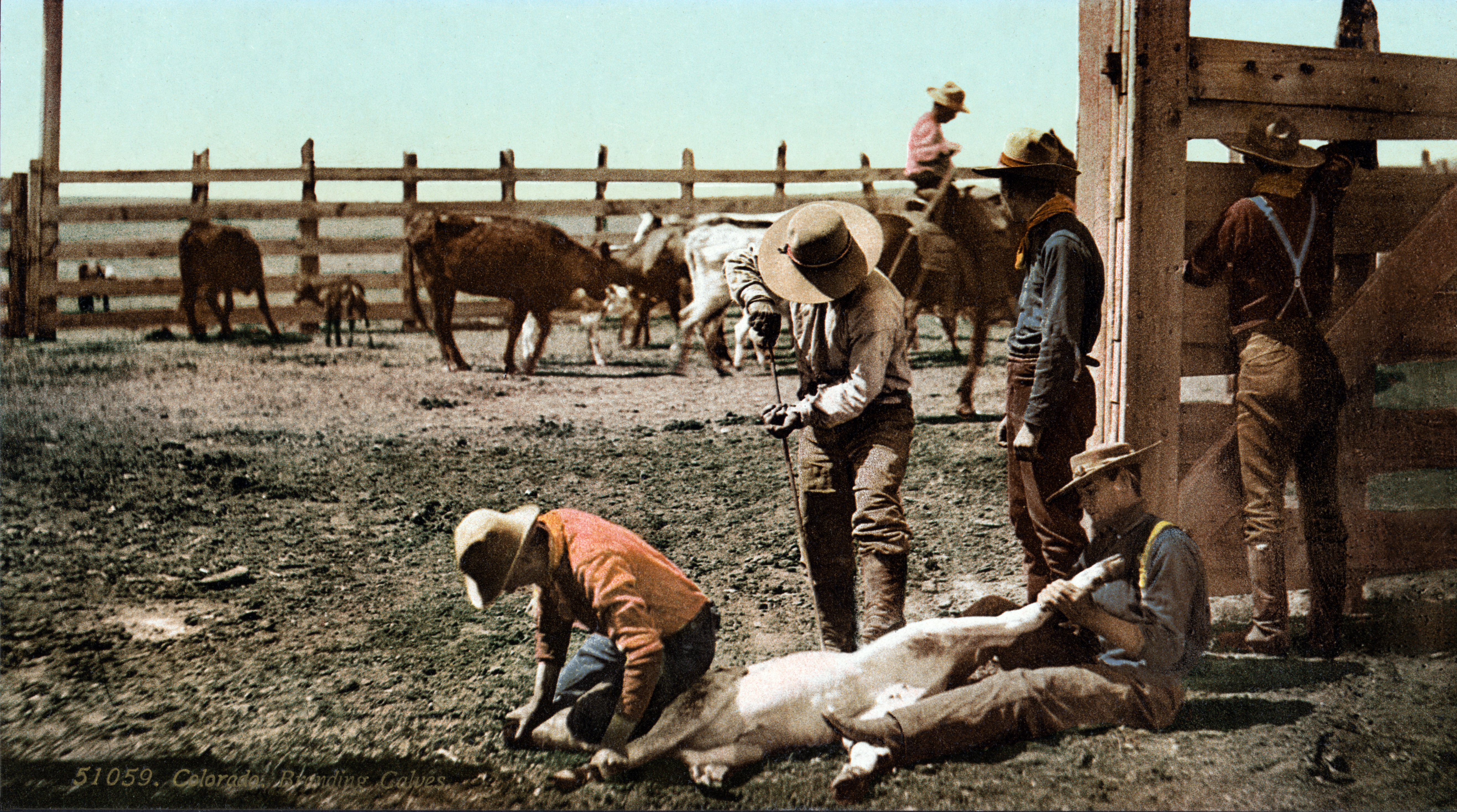
Marquage du bétail sur un ranch, c. 1900.

Au début des années 1920, le Ku Klux Klan fut une force politique importante dans le Colorado, mais ne parvint à faire décréter aucune de ses propositions et avait disparu en 1930.
Les années 1930 virent les débuts de l'industrie du ski au Colorado. Des stations virent le jour tel que Estes Park, Gunnison et Loveland Pass. Pendant la Seconde Guerre Mondiale, la 10e division de montagne s'installe au Camp Hale pour entrainer des troupes d'élite à l'alpinisme et au ski.
Dans les années 1940, le gouverneur républicain du Colorado Ralph Carr s'en prit à la discrimination raciale et à l'internement de Nippo-Américains pendant la Seconde Guerre mondiale.
En 1964, la législature du Colorado vota la première loi sur le droit à l'avortement des États-Unis, écrite par le législateur Richard Lamm, futur gouverneur. La fin des années 1960 fut violente à Denver, avec des émeutes raciales et des établissements scolaires incendiés par des extrémistes.
En 1972, le Colorado devint le seul État à jamais avoir refusé la possibilité d'organiser les jeux olympiques qui leur avaient été accordés. Quand le représentant Lamm mena avec succès un mouvement afin de rejeter une obligation liée à l'organisation de l'événement, le Comité international olympique relocalisa les Jeux olympiques d'hiver de 1976 à Innsbruck en Autriche.
En 1999, la fusillade de Columbine devint le massacre scolaire le plus dévastateur de l'histoire des États-Unis, quand Eric Harris et Dylan Klebold tuèrent 12 élèves et un professeur avant des mettre fin à leurs jours.

## XXIesiècle
Le 20 juillet 2012, 12 personnes sont tuées et 70 blessées dans la fusillade d'Aurora, lorsque James Eagan Holmes, un ancien doctorant en neuroscience, entre dans un théâtre Cinemark muni de multiples armes à feu et de grenades à gaz lacrymogène et se met à tirer sur des personnes sortant d'une séance du film The Dark Knight Rises, tuant 12 personnes et en blessant 70 autres. C'est la fusillade la plus meurtrière depuis le massacre de Columbine High School et la plus importante de l'histoire des États-Unis en nombre de victimes.
Le Colorado est l'un des premiers États à avoir légalisé la marijuana à but médical et récréatif, leur permettant de taxer le produit. En juin 2014, six mois après que la vente à but récréatif ait commencé au Colorado, l'État a engrangé 45 millions de dollars de recettes fiscales. À cela vient s'ajouter les revenus économiques en hausse de la part des « pot tourists » (touristes du cannabis).